# لاري مارتين (ممثل)
لاري مارتين (بالإنجليزية: Larry Martyn)‏ هو ممثل بريطاني، ولد في 22 مارس 1934 في لندن في المملكة المتحدة، وتوفي في 7 أغسطس 1994 في كنت في المملكة المتحدة.

## وصلات خارجية
- لاري مارتين على موقع IMDb (الإنجليزية)
- لاري مارتين على موقع ميوزك برينز (الإنجليزية)
- لاري مارتين على موقع قاعدة بيانات الفيلم (الإنجليزية)